# 大誠實家
《大誠實家》（英語：No One Lies）是MakerVille製作的電視劇，由蔡瀚億、何啟華、王智德、徐㴓喬、李敏、黃正宜、黎濟銘、陳子豐、朱栢謙、和泉素行、王雍泰主演，為《ViuTV 2023》節目巡禮劇集之一。此劇於2023年1月23日至2023年2月3日於ViuTV 99台播放，並由「安信兄弟為你」冠名贊助。台灣OTT由LiTV 線上影視、LINE TV及KKTV同步跟播上架。

## 演員
| 演員                    | 角色     | 備註 |
| 蔡瀚億                  | 盧文乃   | Albert 健康皇前CEO 張若玲之夫，後離婚 盧高兒之父 林放虎之舊同學兼死敵，後和好 張老先生之前女婿，與其不和，後反目 霍文迪之上司 Amanda之上司兼情夫 於第2集因欺詐罪被判入獄三年 於第3集因參加釋囚更生計劃而提早出獄 於第9集擅自使用催眠令自己被困潛意識昏迷，最後甦醒 英文名近音：NO ONE LIE / NO MAN LIE                                           |
| 何啟華                  | 林放虎   | 本劇大反派，後悔過 商人及健康皇第二任CEO 盧文乃之舊同學兼死敵，後和好 因妒忌自己學業成績比盧文乃遜色，故向他報仇 追求張若玲，於第10集成為其夫 盧高兒之繼父 溫總、霍文迪之上司 Walter之上司，後反目 於第2集加入健康皇 於第10集受張若玲感動而悔過                                                                                                  |
| 王智德                  | 劉亞倫   | Alan 老人院老闆 呂皓兒之男朋友，於第9集分手 於第3集透過釋囚更生計劃僱用盧文乃 |
| 徐㴓喬                  | 張若玲   | 盧文乃之妻，後離婚 被林放虎追求，於第10集成為其妻 盧高兒之母 於第2集接手健康皇 |
| 李 敏                   | 呂皓兒   | 呂姑娘、綠茶 社工 為健康皇苦主爭取權益 陳本質之前度女友 劉亞倫之女朋友，於第9集分手 於第3集在盧文乃出獄後負責監管他 |
| 陳子豐                  | 霍文迪   | 本劇終極大反派 Mandy Fok 本為大學導師，後成為盧文乃的下屬 盧文乃入獄後成為林放虎的下屬，但暗中協助盧文乃搜集林放虎的情報 表面上忠於盧文乃，但實際是以盧文乃為研究對象 於第7集被林放虎發現暗中為盧文乃通報報信，揚言傷害其父母以要脅他 於第10集利用林放虎之「吐真劑」傷害馬修港的人民，聲稱要令全部人變成「大誠實家」                             |
| 朱栢謙                  | Walter   | 實驗室研究員 林放虎之下屬，後反目 因盧文乃之傳銷手法害死其家人而痛恨他 與林放虎開發「吐真劑」，原定陷害陳本質及盧文乃後銷毁「吐真劑」，但被林放虎出賣而繼續生產害人 於第2集加入健康皇 於第8集催眠盧文乃及陳本質﹐以恢復其記憶及說謊能力 |
| 黎濟銘                  | 陳本質   | 本劇反派，後悔過 Benjamin、前名陳志安 呂皓兒之前度男友 前私人健身教練 人生導師，實為騙子 Le Système創辦人 Fancy、賢仔之上司 前健康皇下線員工，崇拜盧文乃 於第4集成為盧文乃之導師，聲稱讓他追回張若玲，實為騙局 於第7集被林放虎陷害服用「吐真劑」，令他在電視直播說真話，以當眾揭破盧文乃挽回婚姻之目的 於第8集被Walter催眠以恢復其記憶及說謊能力 |
| 黃正宜                  | Fancy    | Le Système成員 戲劇導師 陳本質之下屬 於第4集成為盧文乃之導師，讓他追回張若玲 |
| 王雍泰                  | 賢仔     | Le Système成員 魔術師 陳本質之下屬 於第4集成為盧文乃之導師，讓他追回張若玲 |
| 和泉素行                | 温總     | 本劇反派，後悔過 釋囚 林放虎之左右手 於第3集出獄，加入健康皇 於第10集反對林放虎生產吐真劑毒害市民，並請求盧文乃合作 |
| 鄧麗英                  | 程主任   | 社工 呂皓兒之上司 |
| 黃琛雯                  | 盧高兒   | Chloe 盧文乃、張若玲之女 張老先生之外孫女 林放虎之繼女 |
| 陳桂芬                  |          | 呂皓兒之母 患有腦退化症，喜歡扮貓 於第9集接受手術治療 |
| 程人富                  |          | 林放虎之手下 被林放虎用來試藥 |
| 周偉強                  | 張老先生 | Richard 健康皇老闆 張若玲之父 盧文乃之岳父，與其不和，後反目 盧高兒之外公 於第2集去世 於第9集在盧文乃潛意識中出現，後離開 |
| 杜以辰                  | Elsie    | 健康皇苦主大聯盟主席 |
| 陶禧玲                  | Amanda   | 盧文乃之下屬兼情婦 |
| 胡希文                  | 劉太     | 健康皇苦主 於第1集企圖跳樓自殺，但被呂皓兒勸服阻止 |
| 伍熹賢                  | Mary     | |
| 徐浩昌                  |          | 小混混／囚犯 |
| 黃立偉                  |          | 小混混／囚犯 |
| 黎雋宇（怪奇@MillMILK） |          | 囚犯／釋囚／小偷 |
| 梁中勝（Sam@MillMilk）  |          | 囚犯／釋囚／小偷 |
| 岑珈其                  |          | 茶餐廳老闆 於第3集透過釋囚更生計劃僱用盧文乃，但因他表現差劣而辭退他 |
| 陳海寧                  |          | 攝影助手 |
| 黎美萱                  |          | 騙錢少女 |
| 李卓毅                  |          | 排隊乘客 |
| 陳俞希                  | 清姐     | 明星 Fancy之前師傅，與她不和 |
| 簡君晉                  |          | 導演 |
| 王啟豪                  |          | 《朝吹•講開又講》節目主持人 |
| 鍾溥敏                  |          | Walter之妻 |
| 余家溢                  |          | 智障青年 |

## 每集列表
| 集數   | 首播日期 | 標題                             | 備註   |
| 2023年 |          |                                  |        |
| 1      | 1月23日  | 知唔知全世界最貴嘅水喺邊         |        |
| 2      | 1月24日  | 我忍夠喇，我要鬧晒你哋全世界     |        |
| 3      | 1月25日  | 點解冇人同我講過，有冇尊重過我   |        |
| 4      | 1月26日  | 我終於搵到拯救我嘅白馬王子       |        |
| 5      | 1月27日  | 我個女同其他男人唱單車啊         |        |
| 6      | 1月30日  | 我係好人                         | 結局篇 |
| 7      | 1月31日  | 我諗我開始明白，點解若玲會咁傷心 | 結局篇 |
| 8      | 2月1日   | 咁掂喇，將佢啲血清打落我度       | 結局篇 |
| 9      | 2月2日   | 對唔住                           | 結局篇 |
| 10     | 2月3日   | 乜嘢係烏托邦                     | 大結局 |

## 歌曲
| 歌曲名   | 主唱            | 作曲            | 填詞            | 編曲            | 監製         | 備註                       |
| 大話精英 | 何啟華          | 黃以禮          | 黃以禮          | 黃以禮          | 黃以禮       | 主題曲                     |
| Cloud    | 朱凌凌Juicyning | 朱凌凌Juicyning | 朱凌凌Juicyning | 朱凌凌Juicyning | Edmund Leung | 副編: 唐毅 插曲(第5、10集) |

## 軼事
- 故事發生的地點名為「馬修港」，與導演兼編審黃智揚前作《教束》的故事主舞台「馬修書院」名字上有呼應。不少曾參演《教束》的演員亦有回歸客串，包括鄧麗英、程人富、岑珈其、盧蓁宜、黎美萱、李卓毅、余家溢和胡希文。
- MillMilk另有製作一條影片講述黎雋宇（怪奇@MillMilk）和梁中勝（Sam@MillMilk）作為特約演員演出，以及其他臨時演員的辛酸[4]

## 記事
- 2022年5月24日：本劇集於西貢舉行開鏡拜神儀式。
- 2022年6月8日：本劇集正式殺青。

## 外部連結
- ViuTV：大誠實家（節目重溫） （页面存档备份，存于）
- MakerVille：大誠實家 （页面存档备份，存于）
- YouTube上的《大誠實家：誠家賀歲》足本睇 PART 1
- YouTube上的《大誠實家：誠家賀歲》足本睇 PART 2
- YouTube上的《大誠實家》第一次FB LIVE
- YouTube上的《大誠實家》大結局後FB LIVE
- YouTube上的《大誠實家》主題曲 何啟華主唱《大話精英》
- 豆瓣电影上《大誠實家》的資料 （简体中文）

## 電視節目的變遷
| 香港 ViuTV 星期一至五 21:30－22:30       | 香港 ViuTV 星期一至五 21:30－22:30       | 香港 ViuTV 星期一至五 21:30－22:30 |
| ---------------------------------------- | ---------------------------------------- | ---------------------------------- |
|                                          | 大誠實家 （2023年1月23日－2023年2月3日） |                                    |
| 心靈師 （2022年12月26日－2023年1月20日） | 殺手廢J （2023年2月6日－2023年2月15日）  |                                    |